# Дриссенский замок

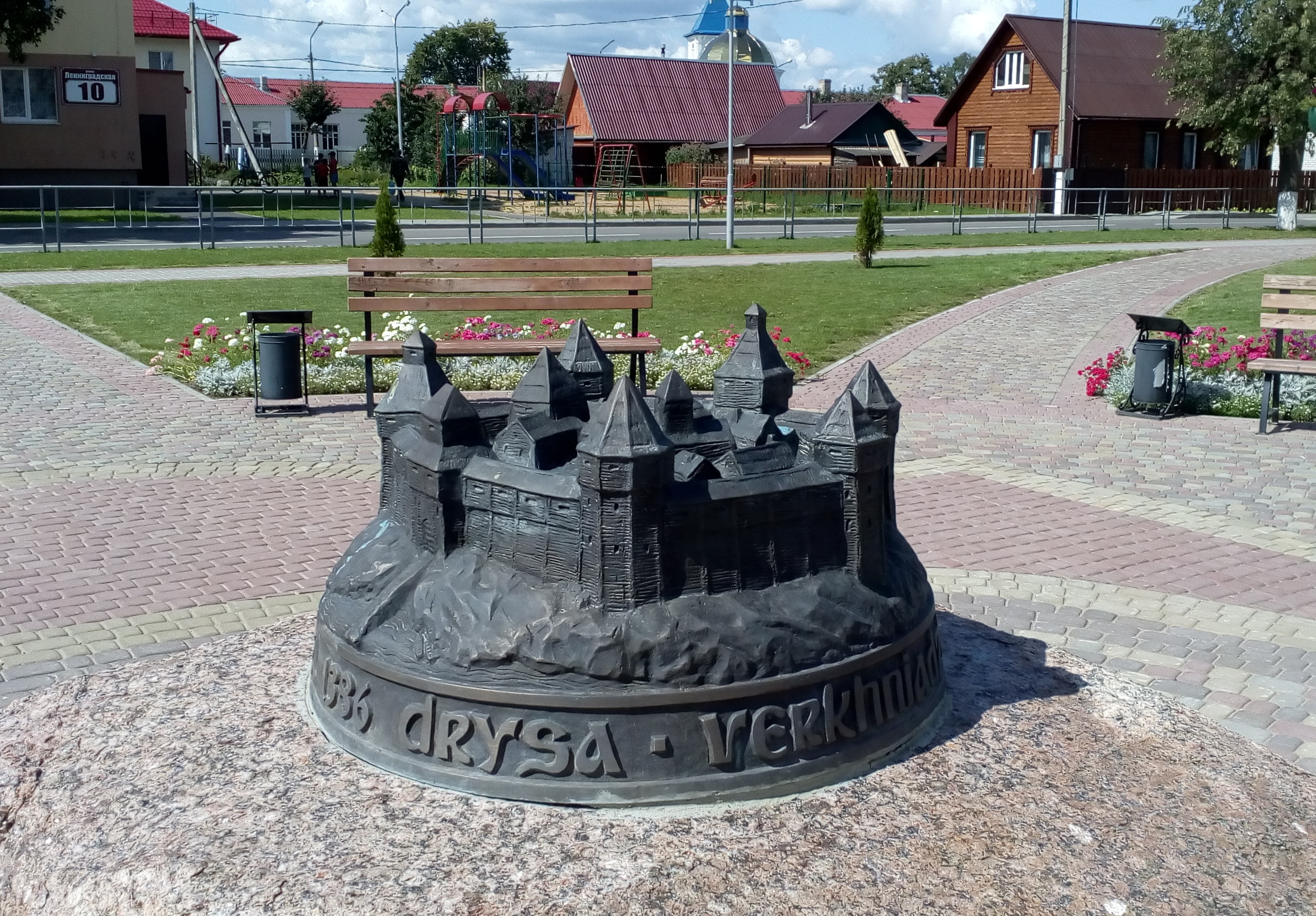
Макет Дриссенского замка на главной площади Верхнедвинска

Дриссенский замок (бел. Дрысенскі замак) располагался в городе Дрисса (в 1962 году город был переименован в Верхнедвинск), Витебская область, Белоруссия).
Являлся основной крепостью города и находился на мысе между реками Западная Двина и Дрисса на береговой высоте.

## История
Первое упоминание о Дриссенском замке в «Хронике польской, литовской, жемойтской и всей Руси» М. Стрийковского относится к 1386 г. и связано с событиями, когда полоцкий князь Андрей Ольгердович пришел в Дриссу и сжег там замок, принадлежавший Ягайло, — это был один из эпизодов династической борьбы в семействе Гедиминовичей.
Вероятно, замок был восстановлен ещё в 1546 г. полоцким воеводой С.Довойной. В 1565 году Дриссенский замок был вновь отстроен по приказу короля Сигизмунда II Августа с целью укрепления рубежей Речи Посполитой во время противостояния с Русским царством. Во время обострения отношений ВКЛ с Ливонским орденом в 1556—1557 гг. в Дриссенском замке стояла наёмная рота во главе с ротмистром Хелмским. В 1559 году был проведён ремонт замка. Во время Ливонской войны (1558—1582) русские войска неоднократно, но безуспешно, пытались взять штурмом Дриссенский замок.
К середине XVII века замок утратил военно-стратегическое значение и пришёл в упадок. В первой половине XIX века вал Дриссенского замка был раскопан, ров засыпан, местными жителями остатки стен были разобраны на строительные материалы. На месте Дриссенского замка в середине XIX века был построен так называемый «еврейский дом», который сдавался в наём под почтовую станцию вплоть до начала XX века.